# 欧州左翼党
欧州左翼党（おうしゅうさよくとう、英語: Party of the European Left、PEL）は、欧州規模の政党。ヨーロッパ諸国の社会主義および共産主義政党によって構成される。

## 歴史
2004年欧州議会議員選挙に向け、欧州各国の左派政党による国際組織として同年5月8日にローマで結成された。6月の同選挙では北方緑の左派同盟 (NGL) と同盟し、定数732のうち41議席を獲得した。以後、同年10月にアテネ、2007年11月にプラハで大会が行われ、新たな正式加盟政党やオブザーバー加盟政党を加えている。

## 活動
本部はベルギーのブリュッセルにあり、議長はオーストリア共産党のヴァルター・バイアーが務めている。
現在も欧州議会でNGLとの統一会派「欧州統一左派・北方緑の左派同盟」(EUL-NGL)を形成し、左派の立場から議会内で活動している。また、ヨーロッパ連合加盟国以外の政党とも協力している。参加政党のうちいくつかは、より急進的な欧州反資本主義同盟に参加している。

## 参加政党

### 正会員
| 所在国         | 政党名                         |
| -------------- | ------------------------------ |
| オーストリア   | オーストリア共産党             |
| ベラルーシ     | ベラルーシ左翼党「公正な世界」 |
| ベルギー       | ワロン・ブリュッセル共産党     |
| ブルガリア     | ブルガリア左翼党               |
| クロアチア     | 労働者戦線                     |
| チェコ         | 左翼党                         |
| エストニア     | エストニア統一左翼党           |
| フィンランド   | フィンランド共産党             |
| フランス       | フランス共産党                 |
| フランス       | 共和社会主義左翼党             |
| ドイツ         | 左翼党                         |
| ギリシャ       | 急進左派連合                   |
| ハンガリー     | ハンガリー労働者党2006         |
| イタリア       | 共産主義再建党                 |
| ルクセンブルク | 左翼党                         |
| モルドバ       | モルドバ共和国共産党           |
| ルーマニア     | ルーマニア社会党               |
| スロベニア     | 左翼党                         |
| スペイン       | 統一左翼                       |
| スペイン       | スペイン共産党                 |
| スペイン       | 統一代替左翼                   |
| スイス         | スイス労働党                   |
| トルコ         | 左翼党                         |
| イギリス       | 左翼統一党                     |

### オブザーバー
| 所在国     | 政党名                     |
| ---------- | -------------------------- |
| ベルギー   | あすの運動                 |
| キプロス   | 労働人民進歩党             |
| チェコ     | ボヘミア・モラヴィア共産党 |
| イタリア   | イタリア左翼党             |
| 北キプロス | 新キプロス党               |
| 北キプロス | キプロス連邦党             |
| スロバキア | スロヴァキア共産党         |
| スペイン   | ソルトゥ                   |

### パートナー
| 所在国       | 政党名                     |
| ------------ | -------------------------- |
| オーストリア | 変革                       |
| オーストリア | 左翼党                     |
| フランス     | 共に!                      |
| フランス     | 共和社会党                 |
| ドイツ       | マルクス主義者左翼党       |
| ハンガリー   | ターンチチ・急進左翼党     |
| ハンガリー   | イゲン・ハンガリー連帯運動 |
| セルビア     | 連帯                       |
| イギリス     | スコットランド民主左翼党   |
| イギリス     | 独立社会党                 |

## 参照
1. 1 2 3  統一左翼はスペイン共産党を中心とした連合体で、以下の2党は双方の立場で正式加盟。